# Liste des députés de la préfecture d'Akita
Cette page liste les membres de la Chambre des représentants élus dans les circonscriptions de la préfecture d'Akita.

## 41elégislature(1996-2000)
Au cours de la 41e législature, les députés de la préfecture d'Akita furent les suivants :
| Circonscription | Député | Député              | Parti politique |
| --------------- | ------ | ------------------- | --------------- |
| 1re             |        | Takao Satō (ja)     | Shinshintō      |
| 2e              |        | Hōsei Orota (ja)    | PLD             |
| 3e              |        | Kanezō Muraoka (ja) | PLD             |

## 42elégislature(2000-2003)
Au cours de la 42e législature, les députés de la préfecture d'Akita furent les suivants :
| Circonscription | Député | Député              | Parti politique |
| --------------- | ------ | ------------------- | --------------- |
| 1re             |        | Kōji Futada (ja)    | PLD             |
| 2e              |        | Hōsei Orota (ja)    | PLD             |
| 3e              |        | Kanezō Muraoka (ja) | PLD             |

## 43elégislature(2003-2005)
Au cours de la 43e législature, les députés de la préfecture d'Akita furent les suivants :
| Circonscription | Député | Député                   | Parti politique |
| --------------- | ------ | ------------------------ | --------------- |
| 1re             |        | Manabu Terata (ja)       | PDJ             |
| 2e              |        | Hōsei Orota (ja)         | PLD             |
| 3e              |        | Nobuhide Minoriwaka (ja) | SE              |

## 44elégislature(2005-2009)
Au cours de la 44e législature, les députés de la préfecture d'Akita furent les suivants :
| Circonscription | Député | Député                   | Parti politique |
| --------------- | ------ | ------------------------ | --------------- |
| 1re             |        | Manabu Terata (ja)       | PDJ             |
| 2e              |        | Hōsei Orota (ja)         | SE              |
| 3e              |        | Nobuhide Minoriwaka (ja) | PLD             |

## 45elégislature(2009-2012)
Au cours de la 45e législature, les députés de la préfecture d'Akita furent les suivants :
| Circonscription | Député | Député                 | Parti politique |
| --------------- | ------ | ---------------------- | --------------- |
| 1re             |        | Manabu Terata (ja)     | PDJ             |
| 2e              |        | Hiroshi Kawaguchi (ja) | SE              |
| 3e              |        | Kimiko Kyōno (ja)      | PDJ             |

## 46elégislature(2012-2014)
Au cours de la 46e législature, les députés de la préfecture d'Akita furent les suivants :
| Circonscription | Député | Député                   | Parti politique |
| --------------- | ------ | ------------------------ | --------------- |
| 1re             |        | Hiroyuki Togashi (ja)    | PLD             |
| 2e              |        | Katsutoshi Kaneda        | PLD             |
| 3e              |        | Nobuhide Minoriwaka (ja) | PLD             |

## 47elégislature(2014-2017)
Au cours de la 47e législature, les députés de la préfecture d'Akita furent les suivants :
| Circonscription | Député | Député                   | Parti politique |
| --------------- | ------ | ------------------------ | --------------- |
| 1re             |        | Hiroyuki Togashi (ja)    | PLD             |
| 2e              |        | Katsutoshi Kaneda        | PLD             |
| 3e              |        | Nobuhide Minoriwaka (ja) | PLD             |

## 48elégislature(2017-2021)
Au cours de la 48e législature, les députés de la préfecture d'Akita furent les suivants :
| Circonscription | Député | Député                   | Parti politique |
| --------------- | ------ | ------------------------ | --------------- |
| 1re             |        | Hiroyuki Togashi (ja)    | PLD             |
| 2e              |        | Katsutoshi Kaneda        | PLD             |
| 3e              |        | Nobuhide Minoriwaka (ja) | PLD             |

## 49elégislature(2021-2024)
Au cours de la 49e législature, les députés de la préfecture d'Akita furent les suivants :
| Circonscription | Député | Député                   | Parti politique |
| --------------- | ------ | ------------------------ | --------------- |
| 1re             |        | Hiroyuki Togashi (ja)    | PLD             |
| 2e              |        | Takashi Midorikawa (ja)  | PDC             |
| 3e              |        | Nobuhide Minoriwaka (ja) | PLD             |

## 50elégislature(depuis 2024)
Au cours de la 50e législature, les députés de la préfecture d'Akita sont les suivants :
| Circonscription | Député | Député                  | Parti politique |
| --------------- | ------ | ----------------------- | --------------- |
| 1re             |        | Hiroyuki Togashi (ja)   | PLD             |
| 2e              |        | Takashi Midorikawa (ja) | PDC             |
| 3e              |        | Toshihide Muraoka (ja)  | PDP             |